# 淨圓寺 (瑞浪市)
淨圓寺（浄円寺・じょうえんじ）は、岐阜県瑞浪市陶町水上にある曹洞宗の寺院。山号は正法山。盗難除けの寺として知られる。

## 概要・沿革
貞享2年(1686年)、尾張国丹羽郡の久昌寺八世の髄巌眞徹によって開山された。
それ以前は地蔵院という前身があったが火災によって中絶したとされ、過去帳には開山以前の寛永年間や正保年間の記述もある。
美濃瑞浪三十三観音霊場十五番の他に、恵那新四国八十八箇所霊場三番の札所ともなっているが、その理由は、昭和29年（1954年）に瑞浪市が発足する以前、この地は恵那郡に属していたからである。

## 守護石伝説
境内西側に高さ１ｍ位の大きな石がある。かなり風化しているが、よく見ると「守護」と読める。この石が守護石と呼ばれる石である。
江戸時代のある新月の夜に、寺に泥棒が入った。泥棒は大きな風呂敷に大量の寺宝を包み、背中に背負って本堂から出てきた。泥棒は急に喉の渇きを覚えた。
そこで、境内脇の大きな石の前に風呂敷包みを下ろし、境内にある池の水で喉を潤していると、なにやらこちらを見られている気配を感じ、辺りを見渡すと目の前の秋葉堂の陰からこちらを見ている目があった。
住職が時々餌をやる野良猫の目であった。「これは早く退散すべき」と泥棒は大きな石の所に戻り、急いで風呂敷包みを背負い立ち上がろうとしたが、包みが重くて立ち上がれなかった。
泥棒は「おい、引っ張るな。手を離せ。」と思わず叫んでしまった。
この声に住職が気づき、中から住職が出て来た。すると泥棒は包みを置いて這々の体で山中へ逃げて行った。寺の宝物は全て無事であった。
その後、この話しが村人の噂になると、「淨圓寺は守護石が守ってござる。守護石には目がござる。」と語り継がれ、江戸時代から明治時代にかけては盗難除けの寺として遠くからも参詣があったという。
開山の髄厳真徹禅師が好みの山水が、寺を泥棒から守ったことになる。
禅師は、岐呂の山の麓に龍王祠を建て、岩山とその間を縫って流れる水の清さを楽しんだと言われている。禅師が好んだ岩山のひとつが守護石となった。

## 関連リンク
- 曹洞禅ナビ　淨圓寺